# Congtai
Congtai är ett stadsdistrikt i Handan i Hebei-provinsen i norra Kina.